# Hộ kinh doanh cá thể
Hộ kinh doanh cá thể là một loại hình doanh nghiệp được sở hữu và điều hành bởi một người và trong đó không có sự phân biệt pháp lý giữa chủ sở hữu và thực thể kinh doanh. Chủ sở hữu kiểm soát trực tiếp tất cả các yếu tố và chịu trách nhiệm về mặt pháp lý đối với tài chính của doanh nghiệp đó và điều này có thể bao gồm các khoản nợ, cho vay, thua lỗ, v.v. Một thương nhân cá thể không nhất thiết phải làm việc 'một mình' mà có thể thuê người khác. 
Theo Luật doanh nghiệp 2014 Hộ kinh doanh cá thể là hộ kinh doanh do một cá nhân hay nhóm người, trong đó các cá nhân đều là công dân Việt Nam đã 18 tuổi, có đầy đủ năng lực hành vi dân sự, hay một hộ gia đình làm chủ, chỉ được đăng ký kinh doanh tại một địa điểm nhất định, số lượng lao động được phép sử dụng dưới 10 người, không thường xuyên thuê lao động, không có con dấu và chịu trách nhiệm hoàn toàn bằng tài sản đối với các hoạt động kinh doanh.